# 田中章弘
田中 章弘（たなか あきひろ、1954年9月3日 - ）は日本のベーシスト。大阪府大阪市出身。Halftone Music所属。

## 略歴
学生時代からベースを始める。中学3年生時、北垣雅則と組んでいたレッド・ツェッペリンのコピーバンド「ハッシュ」で『MBSヤングタウン』（毎日放送ラジオ）に出演。審査員の好評を受けたこときっかけに、ベーシストとしての活動を本格化させる。その後、はっぴいえんどとの共演などを経て、1975年に鈴木茂が結成したハックルバックへのメンバー入りを機に上京。以後、ティン・パン・アレー、細野晴臣、大瀧詠一、山下達郎、井上陽水、高中正義、寺尾聰、伊藤銀次、荒井由実、ブレッド&バター等のレコーディング、ツアーに参加、同時にスタジオ・ワークも多数こなし、第一線の現場で活動。
1983年、「REINCARNATIONツアー」から松任谷由実のライブバックバンド入り。その後20年間に渡り数百本のライブのバックを務める。その後も鈴木茂・小坂忠などとともに精力的にライブ・レコーディングを行なう。
水樹奈々のライブのバックバンド「cherry boys」にも参加しており、たーさんと言う愛称で呼ばれる。

## 主な活動歴

### 参加バンド
- ハッシュ
- ダッチャとハッシュ
- オイルフットブラザース
- THIS
- ハックルバック
- ティン・パン・アレー
- バイバイ・セッション・バ ンド - りりィのバックバンド
- cherry boys - 水樹奈々のライブバックバンド

### ツアー・レコーディング
- 西岡恭蔵、加川良、金森幸介、鈴木茂、細野晴臣、大瀧詠一、伊藤銀次、山下達郎、井上陽水、大貫妙子、高中正義、寺尾聰、EPO、ブレッド&バター、南壽あさ子、伊勢賢治、小坂忠等多数。